# مارشال كاي
مارشال كاي (بالإنجليزية: Marshall Kay)‏ هو جيولوجي أمريكي، ولد في 10 نوفمبر 1904 في أونتاريو في كندا، وتوفي في 3 سبتمبر 1975 في إنغلوود في الولايات المتحدة.